# روكسان فونتانا
روكسان فونتانا (بالإنجليزية: Roxanne Fontana)‏ هي مغنية مؤلفة أمريكية، ولدت في 2 سبتمبر 1959 في بروكلين في الولايات المتحدة.

## وصلات خارجية
- الموقع الرسمي